# A404高速公路
A404高速公路是法国的一条高速公路，始于圣马丁都灰，终于arbent，与A40高速相连。A404南北走向，于1997年11月建成通车。目前由计划将该高速扩建至圣克劳德，连接到瑞士的高速公路网络。